# Нью-Олбані (Індіана)
Нью-Олбані (англ. New Albany) — місто (англ. city) в США, в окрузі Флойд штату Індіана. Населення — 37 841 особа (2020).

## Географія
Нью-Олбані розташований за координатами 38°18′27″ пн. ш. 85°49′37″ зх. д. / 38.30750° пн. ш. 85.82694° зх. д. (38.307456, -85.827053).  За даними Бюро перепису населення США в 2010 році місто мало площу 39,13 км², з яких 38,69 км² — суходіл та 0,44 км² — водойми.

## Демографія
Згідно з переписом 2010 року, у місті мешкали 36 372 особи в 15 575 домогосподарствах у складі 9175 родин. Густота населення становила 929 осіб/км².  Було 17315 помешкань (442/км²).
Расовий склад населення:
| - 85,8 % — білих - 8,7 % — чорних або афроамериканців - 0,7 % — азіатів - 0,2 % — корінних американців - 1,7 % — осіб інших рас |

До двох чи більше рас належало 2,9 %. Частка іспаномовних становила 3,7 % від усіх жителів.
За віковим діапазоном населення розподілялося таким чином: 22,9 % — особи молодші 18 років, 63,2 % — особи у віці 18—64 років, 13,9 % — особи у віці 65 років та старші. Медіана віку мешканця становила 37,1 року. На 100 осіб жіночої статі у місті припадало 90,5 чоловіків;  на 100 жінок у віці від 18 років та старших — 87,4 чоловіків також старших 18 років.
Середній дохід на одне домашнє господарство  становив 49 938 доларів США (медіана — 40 413), а середній дохід на одну сім'ю — 59 831 долар (медіана — 49 681). Медіана доходів становила 40 794 долари для чоловіків та 32 526 доларів для жінок. За межею бідності перебувало 21,6 % осіб, у тому числі 34,3 % дітей у віці до 18 років та 12,5 % осіб у віці 65 років та старших.
Цивільне працевлаштоване населення становило 17 356 осіб. Основні галузі зайнятості: освіта, охорона здоров'я та соціальна допомога — 22,6 %, виробництво — 17,7 %, роздрібна торгівля — 14,5 %.